# 陳珪 (嘉靖進士)
陳珪（1503年—？），字禹成，號抑菴，廣東高州府化州人，民籍，明朝政治人物。

## 生平
嘉靖四年（1525年）乙酉科廣東鄉試第三十一名舉人。嘉靖八年（1529年）中式己丑科會試第二百十四名，登第三甲第一百一十名進士。厯知瓯宁、元城、德化三县，擢刑部主事，刚方明敏。时严嵩当国，珪絶不私谒，嵩嫉之，二十二年（1543年）谪青州府推官。及嵩败，起南京户部主事。歷浙江按察司副使，嘉靖三十六年升山西布政司参政，分守冀南，三十七年升江西按察使。敭厯楚闽江浙，官至左布政，所在有声。后以忤少保胡宗宪归，御史扁其门曰“藩臬清风”。

## 著作
著有《罗江集》。

## 家族
曾祖陳舍存；祖父陳清；父陳禧，曾任國子監助教。前母王氏；母吳氏。具庆下。